# الجواد (الجميمة)

تعديل مصدري - تعديل

الجواد هي إحدى قرى عزلة بقره الشرقية والوسطى بمديرية الجميمة التابعة لمحافظة حجة، بلغ تعداد سكانها 130 نسمة حسب تعداد اليمن لعام 2004.